# Santo Ton
Santo Ton är en ort i Mexiko.   Den ligger i kommunen Ocosingo och delstaten Chiapas, i den sydöstra delen av landet, 800 km öster om huvudstaden Mexico City. Santo Ton ligger 859 meter över havet och antalet invånare är 449.
Terrängen runt Santo Ton är kuperad åt sydost, men åt nordväst är den bergig. Runt Santo Ton är det glesbefolkat, med 16 invånare per kvadratkilometer. Närmaste större samhälle är Chiquinival, 9,7 km nordväst om Santo Ton. I omgivningarna runt Santo Ton växer i huvudsak städsegrön lövskog.